# Adhesión de la República Popular China a las Naciones Unidas
La República Popular China (PRC) se estableció en 1949 y no fue reconocida por la Organización de las Naciones Unidas (ONU) como el gobierno legítimo de China hasta 1971. Antes de eso, la República de China (comúnmente conocida como Taiwán) representaba los intereses de China, y tanto ella como la República Popular China afirmaban ser los únicos representantes legítimos de toda China. En 1950, la República Popular China solicitó su admisión en la ONU y la expulsión de los representantes del Kuomintang (antiguo partido gobernante de China) del Consejo de Seguridad de las Naciones Unidas; la solicitud no tuvo éxito, después de lo cual la Unión Soviética inició un boicot a la ONU. Después de eso, una variedad de Estados miembros de la ONU presentaron mociones anuales para el reconocimiento de la República Popular China, hasta que la República Popular China fue reconocida formalmente en octubre de 1971.

## Trasfondo
China fue miembro fundador de la ONU en 1945, los miembros de la delegación china participaron en la redacción de la Carta de las Naciones Unidas. A China se le concedió un puesto en el consejo de seguridad de las Naciones Unidas con poder de veto con el apoyo de Franklin D. Roosevelt, presidente de los Estados Unidos. En ese momento, Roosevelt intentó contrarrestar la influencia de la Unión Soviética en Asia con un aliado de los Estados Unidos. Cuando se fundó la República Popular China en 1949, y solicitó ser reconocida como el único representante legítimo de China ante las Naciones Unidas, fue rechazada y la República de China mantuvo el asiento en las Naciones Unidas. En las fuentes, la República Popular China (RPC) también se describe como China comunista y la República de China (ROC) también se conoce como Taiwán, Formosa, China nacionalista, y sus diplomáticos ante la ONU, representantes del Kuomintang o Chiang Kai-shek.

## 1949-1960
Después de que la República Popular China tuviera éxito en la guerra civil china contra las fuerzas nacionalistas chinas, que se retiraron a la isla de Taiwán, la República Popular China exigió ocupar un asiento en el Consejo de Seguridad de las Naciones Unidas. La primera vez en noviembre de 1949, cuando el primer ministro de la República Popular China, Zhou Enlai, escribió una carta a la ONU. Después de que en la asamblea de la ONU la solicitud de derrocar a los nacionalistas chinos y reconocer a la República Popular China no tuvo éxito, la Unión Soviética planteó el tema de la representación de China en el Consejo de Seguridad de la ONU el mes siguiente. Para el 8 de enero de 1950, varios países, incluida Gran Bretaña, reconocieron diplomáticamente a la República Popular China y Enlai envió una segunda solicitud un poco más vigorosa para destituir a los nacionalistas chinos del consejo de seguridad de la ONU. Esto fue seguido por una solicitud formal de no reconocer las credenciales nacionalistas chinas por parte de la Unión Soviética. Pero Estados Unidos y sus aliados occidentales en la ONU se negaron a reconocer a la República Popular China como el gobierno legítimo de China, ya que habría otorgado a un gobierno comunista un poder de veto en el Consejo de Seguridad de las Naciones Unidas.
Entre 1951 y 1955, cada año, la Unión Soviética se encargó de solicitar la admisión de la República Popular China en las Naciones Unidas. Entre 1956 y 1959, India solicitó que la República Popular China fuera admitida en las Naciones Unidas. En 1960 fue el turno de la Unión Soviética para exigir la membresía de la RPC en la ONU. Durante todos esos años, Estados Unidos logró mantener la cuestión de la representación de China fuera de la agenda.
Pero el apoyo a un cambio en la representación creció a un número mayor y, finalmente, la representación de China se discutió en 1961. Luego, el mismo año, se presentó una resolución con el apoyo de EE. UU. que consideraba la cuestión de la representación china como una «cuestión importante», por lo que requería una mayoría de dos tercios.

## 1960-1970
A partir de 1961, la cuestión era si la República Popular China se sentaría y la República de China sería expulsada. En 1961 y 1962 fue la Unión Soviética quien patrocinó el proyecto de resolución para la inclusión de la República Popular China en la ONU. Después de que las relaciones sino-soviéticas se deterioraran, Albania propuso la cuestión anual de la representación china en 1963. En 1964 no se celebró ninguna Asamblea General anual. Francia reconoció a China diplomáticamente en 1965 y, más adelante, solo EE. UU. apoyó al gobierno nacionalista chino como representante de China. En 1965 y 1966, varios países de Albania copatrocinaron la solicitud de que la República Popular China se sentara en la ONU. Entre 1966 y 1968, una iniciativa italiana pedía negociaciones directas entre las Naciones Unidas y la República Popular China sobre el tema de la representación, pero tampoco fue aprobada.
Después de la votación en 1969, el gobierno chino acusó a la Unión Soviética de colaborar con los EE. UU. en un complot con la 'banda de bandidos' de Chiang Kai-shek para crear Dos Chinas. En ese momento, Estados Unidos estaba considerando apoyar una representación china de la República Popular China en la ONU y también en su Consejo de Seguridad, pero si Taiwán no sería expulsado de las Naciones Unidas. En 1970, fue la primera vez que una mayoría de la Asamblea General estuvo a favor de sentar a la República Popular China en la ONU, pero no fue una mayoría de dos tercios.

## Reconocimientos de organizaciones de la ONU
En la 26.ª Asamblea General de las Naciones Unidas el 25 de octubre de 1971, la cuestión de la representación china en la ONU ya no se consideró una cuestión importante. En la misma sesión, se aprobó la Resolución 2758 patrocinada por Albania, lo que significó que la República Popular China fuera reconocida como la representación de China ante la ONU y la expulsión de los representantes de Chiang Kai Shek de todas las instituciones dependientes de la ONU.
Al día siguiente, el secretario general envió una circular a las agencias dependientes de la ONU con las resoluciones de la ONU 2758 y 389 que tratan cuestiones de representación e informan que la posición de la Asamblea General de las Naciones Unidas debe tenerse en cuenta también en la ONU. sucursales. La Unesco, la  Conferencia de las Naciones Unidas sobre Comercio y Desarrollo (UNCTAD) y el Programa de las Naciones Unidas para el Desarrollo (PNUD) aplicaron la resolución 2758 de la ONU automáticamente. En otras agencias de la ONU se tomarían más decisiones.

### En 1971
La Organización Internacional del Trabajo (OIT) reconoció a la República Popular China como el Gobierno de China el 16 de noviembre de 1971, después de que se rechazara una moción de los Estados Unidos para aplazar la cuestión de la representación de China hasta la próxima Asamblea General de la OIT. La Organización de Aviación Civil Internacional (OACI) decidió reconocer al representante de la República Popular China ante la OACI el 19 de noviembre de 1971.
La Organización para la Alimentación y la Agricultura (FAO) invitó a la República Popular China a convertirse en estado miembro en noviembre de 1971 cuando Taiwán (en ese momento representaba a China) se retiró de la FAO en 1951. La República Popular China finalmente asumió su asiento en 1973.
A petición del representante de Rumania, el Organismo Internacional de Energía Atómica (OIEA) decidió expulsar al representante del Kuomintang y, a su vez, admitir al representante de la República Popular China el 9 de diciembre de 1971.

### En 1972
La Organización Mundial de la Salud (OMS) decidió reconocer al representante de la República Popular China como representante de China el 26 de enero de 1972. En febrero de 1972, la Organización Meteorológica Mundial (OMM) también reconoció al representante de la República Popular China como representante de China.

## Secuelas
Taiwán afirmó ser el único gobierno legítimo de China hasta 1988, año en que reconoció a la República Popular China. Más adelante, Taiwán pretendía convertirse en miembro de la ONU, a lo que se opone la República Popular China. En una votación de 1994 sobre si la cuestión debería estar en la agenda de la ONU, la mayoría rechazó la idea.